# Capronia polyspora
Capronia polyspora är en lavart som först beskrevs av Margaret E. Barr, och fick sitt nu gällande namn av E.Müll., Petrini, P.J.Fisher, Samuels och Rossman. Capronia polyspora ingår i släktet Capronia, och familjen Herpotrichiellaceae. Arten är reproducerande i Sverige.